# Marcos Valle
Marcos Kostenbader Valle est un auteur-compositeur-interprète brésilien né le 14 septembre 1943 à Rio de Janeiro. Il a composé et interprété des titres de styles musicaux très variés, principalement de la bossa nova, mais aussi de la samba, du jazz et des musiques dansantes gardant une influence brésilienne.

## Biographie
Le talent de Valle était évident dès ses années de lycée, qui ont coincidé avec l'explosion de la bossa nova à Rio. Parmi ses camarades de classes se trouvaient Edu Lobo et Dorival Caymmi, et sa composition Sonho de Maria fut incluse dans l'album Avanço du Tamba Trio, paru en 1963. Avec son frère Paulo Sérgio comme parolier, il avait déjà écrit un nombre important de chansons, ce qui a conduit Odeon à lui offrir un contrat comme chanteur. Son premier album Samba "Demais" fut lancé en avril 1964. Sa réputation grandit rapidement, et ses collègues musiciens (parmi lesquels Wilson Simonal, Elis Regina et Nara Leão) se pressèrent pour enregistrer ses chansons. Un deuxième album, O Compositor e o Cantor, a suivi en 1965, comprenant son titre le plus connu, Samba de Verão (en Anglais So Nice (Summer Samba)), ainsi que d'autres succès comme Deus Brasileiro, Gente et Seu Encanto (The Face I Love).
Marcos Valle effectua son premier voyage aux États-Unis en 1966, au cours duquel avec Anamaria Valle, sa femme d'alors, il a rejoint Sérgio Mendes dans un groupe musical qui a préfiguré Brasil '66. Sous la menace d'être appelé pour la guerre du Viet Nam, Valle retourna au Brésil avant de repartir l'année suivante pour les États-Unis où il rencontra un certain succès, en particulier avec la sortie de son premier album américain Braziliance! paru chez Warner Bros. Records et avec plusieurs passages sur le show télévisé d'Andy Williams. Après avoir participé en tant que musicien à des albums de ses compatriotes Walter Wanderley et Astrud Gilberto pour Verve Records, le label publia l'album Samba '68 où Marcos Valle reprend en anglais ses premiers enregistrements brésiliens .

## Discographie
- 1963: Samba "Demais" (Odeon)
- 1965: O Compositor e o Cantor (Odeon)
- 1966: Braziliance! (Warner/Odeon)
- 1968: Samba '68 (Verve)
- 1968: Viola Enluarada (Odeon)
- 1969: Mustang côr de Sangue (Odeon)
- 1970: Marcos Valle  (Odeon)
- 1971: Garra (Odeon)
- 1972: Vento Sul (Odeon)
- 1973: Previsão do Tempo (Odeon)
- 1974: Marcos Valle (Odeon)
- 1981: Vontade de Rever Você (Som Livre)
- 1983: Marcos Valle (Som Livre)
- 1986: Tempo da Gente (Arca Som)
- 1999: Nova Bossa Nova (Far Out)
- 2001: Escape (Far Out)
- 2001: Bossa Entre Amigos (with Roberto Menescal and Wanda Sá) (Albatroz) – (également en DVD)
- 2003: Live in Montreal (with Victor Biglione) (Rob) – enregistré en 2000
- 2003: Contrasts (Far Out)
- 2005: Jet Samba (Dubas)
- 2008: Conecta: Ao Vivo no Cinematheque (live) (EMI) – (également en DVD)
- 2009: Página Central (avec Celso Fonseca) (Biscoito Fino)
- 2010: Estática (Far Out)
- 2011: Valle Tudo (EMI) – coffret 11 CD – enregistré en 1963–1974
- 2012: Anos 80 (Discobertas) – coffret 3 CD – enregistré en 1981–1986
- 2012: Ensaio (Warner) – enregistré en 2001 – (également en DVD)
- 2013: Ao Vivo (avec Stacey Kent) (Sony/BMG)
- 2016: Marcos Valle & Stacey Kent – Live at Birdland New York City (Sony)
- 2018: Edu Dori e Marcos com Dori Caymmi e Edu Lobo (Biscoito Fino)
- 2019: Sempre (Far Out Recordings)
- 2020: Cinzento (Deck)
- 2024: Túnel Acústico (Far Out Recordings)